# Kommissarin Lucas – Nürnberg
Nürnberg ist ein Film des ZDF, der Teil der Serie Kommissarin Lucas ist. Thomas Berger führte Regie bei dem 2021 ausgestrahlten Fernsehfilm. In ihrem 31. Fall ermittelt Kriminalhauptkommissarin Ellen Lucas (Ulrike Kriener) nicht mehr in Regensburg, sondern in Nürnberg, wohin sie sich hat versetzen lassen. Die Haupt-Gaststars dieser Folge sind Katharina Schüttler, Florian Karlheim, Nick Romeo Reimann sowie Luis Vorbach. Lucas’ neue Kollegen Werner Fitz und Betty Sedlacek werden von Sebastian Schwarz und Claudia Kottal verkörpert. Als besonderer Gast in der Rolle des Psychologen Magnus Guttmann tritt Heino Ferch auf.
Das ZDF schrieb zur Erstausstrahlung des Films: „Kommissarin Ellen Lucas ist eine Frau mit Haltung. Sie lässt nicht locker, bis sie den Täter überführt. Auch in Nürnberg zeigt sie, was sie am besten kann: Mordfälle aufklären.“

## Handlung
Kriminalhauptkommissarin Ellen Lucas entscheidet sich, ihre Stelle in Regensburg nach 17 Dienstjahren aufzugeben. Als sie sich auf ihre neue Dienststelle in Nürnberg begibt, fährt ihr ein anderes Auto in die Seite. Der Fahrer flieht nach dem Zusammenstoß unvermittelt vom Unfallort. In seinem Schlepptau befindet sich ein minderjähriger Junge. Als Lucas den Kofferraum des Autos öffnet, das den Unfall verursacht hat, findet sie darin eine Frauenleiche.
Lucas und ihr neues Team, das aus Werner Fitz und Betty Sedlacek besteht, finden schnell heraus, dass es sich bei der im Kofferraum gefundenen Frau um Grete Saller handelt und bei dem geflohenen Fahrer um deren Enkel Franz Vegener. Nun steht die Frage im Raum, hat Franz seine eigene Großmutter getötet? Sie war es, die mit ihrer Aussage dafür gesorgt hat, dass er eine Gefängnisstrafe wegen schwerer Körperverletzung an einem Mädchen verbüßen musste. Er ist erst seit zwei Tagen wieder auf freiem Fuß. Die Beamten kommen auch zu dem Ergebnis, dass Franz’ 14 Jahre alter Halbbruder Maik mit im Wagen gesessen haben muss. Er wurde wohl bei dem Unfall verletzt. Lucas ist sich nicht sicher, ob Maik, sich nicht ebenfalls in Lebensgefahr befindet, da er eventuell Zeuge geworden ist, wie seine Großmutter zu Tode kam.
Lucas spricht mit Marie Vegener, Grete Sallers Tochter. Sie erfährt von ihr, dass Maries Sohn Maik bei ihrer Mutter gelebt hat. Marie Vegener ist hochschwanger. Sammy, ein weiteres Kind, befindet sich in der Wohnung. Marie erzählt der Kommissarin, dass sie Franz und Maik zu ihrer Mutter gegeben habe, weil sie nicht mehr mit ihnen zurechtgekommen sei. Maik, der sich in der Gewalt seines Bruders befindet, gelingt es, seiner Mutter eine SMS zu schicken. Lucas veranlasst daraufhin eine Fangschaltung für die Nummer. Es wird zudem bekannt, dass Grete Saller fast 90.000 Euro Bargeld in ihrer Wohnung versteckt hatte. Sie hat immer wieder größere Geldbeträge an verschiedene Personen verliehen, darunter auch 35.000 Euro an Hardy Roth, den Lebensgefährten ihrer Tochter. Dass das allerdings anders war, erzählt Roth Marie kurz darauf. Er gesteht ihr, dass er gewusst habe, wo Grete Saller ihr Geld versteckt habe und habe sich nach deren Tod 35.000 Euro davon genommen. Er habe damit ein Haus angezahlt, das er ihr zur Geburt des gemeinsamen Kindes habe schenken wollen, um mit ihr, dem Baby, Sammy und Maik neu zu beginnen.
Franz indes erlebt gerade eine weitere Enttäuschung. Im Glauben, dass sein Vater, Josef Rasky, ein Fernfahrer, sich freue, ihn endlich kennenzulernen, passt er den Mann nach einer Fahrt ab, muss aber erkennen, dass er erneut zurückgestoßen wird, wie er es schon von seiner Mutter kennt. Rasky macht ihm  unmissverständlich klar, dass er nichts von ihm wissen will. Es sei auch gar nicht erwiesen, dass er sein Vater sei, seine Mutter habe es seinerzeit mit jedem getrieben. Als Franz auf die Briefe zu sprechen kommt, die er doch von ihm im Gefängnis erhalten und an die er sich geklammert habe, weiß Rasky nicht einmal, wovon Franz spricht.
Wie sich herausstellt wurden diese Briefe von einer jungen Frau verfasst, die nur helfen wollte und dadurch alles noch viel schlimmer gemacht hat. Bei der jungen Frau handelt es sich um die Psychologiestudentin Melanie Gottlieb, die Kurse bei dem Psychologen und Arzt Magnus Guttmann belegt hat. Sie hat Guttmann gestanden, was sie getan hat und ihn um Hilfe gebeten. Sein Rat war eindeutig, sie müsse die Verantwortung übernehmen und den Mut zur Wahrheit finden.
In einer Lagerhalle spitzt sich die Situation dann dramatisch zu. Nicht nur, dass Franz dort abermals versucht mit seinem Vater ins Gespräch zu kommen, um sich erneut eine Abfuhr einzuhandeln, stößt plötzlich auch Melanie Gottlieb zu ihnen und wird nach ihrem Geständnis von Franz mit der Pistole bedroht, die er abwechselnd auf seinen Vater oder Melanie richtet. Lucas trifft ebenfalls ein im Schlepptau mit Magnus Guttmann. Als sei das noch nicht genug, kommt dann auch Maik Vegener hinzu, den Franz im Auto zurückgelassen hatte. Er ist bei dem Verkehrsunfall erheblich im Bauchbereich verletzt worden und braucht einen Arzt. Nach einem ewig langen Hin und Her mit wahrlich gefährlichen Momenten gelingt es Guttmann die Worte zu finden, die Franz dazu bringen aufzugeben.
In den nun folgenden Vernehmungen überschlagen sich die Brüder, die Schuld am Tod ihrer Großmutter auf sich nehmen zu wollen. Lucas gelingt es jedoch, Licht in das Dunkel dieser verworrenen Angelegenheit zu bringen. Franz wollte seinen jüngeren Bruder schützen und dieser wiederum seine Mutter. Sie war es nämlich, die ihrer eigenen Mutter den tödlichen Stoß versetzt hatte, bei dem Grete Saller mit dem Kopf auf der Tischkante aufschlug. Es war wieder einmal zu einem Streit zwischen den Frauen gekommen. Grete warf ihrer Tochter vor, dass sie als Resultat einer Vergewaltigung wiederum Kinder zur Welt gebracht habe, die das unselige Erbe ihres Vaters weitertragen würden. Abgelehnt von ihrer eigenen Mutter hatte Marie nie gelernt Liebe, die sie selbst nicht empfangen hatte, an ihre Kinder weiterzugeben. Immer wenn es schwierig wurde, schob sie sie zu ihrer Mutter ab. Dass sie jedoch ihre Kinder selbst dann im Regen stehen ließ, als man sie der Tat verdächtigte, die sie begangen hatte, zeigt die ganze Hilflosigkeit dieser Frau.
Lucas wird von ihren Kollegen nach Abschluss des Falls mit respektvollem Beifall bedacht. In einem Gespräch mit Magnus Guttmann kommt dieser noch einmal auf ihren Rückzug aus Regensburg zu sprechen. Lucas hatte in einem Fall, in dem zwei Menschen den Tod fanden, die Verantwortung auf sich genommen, obwohl die junge Kollegin Judith Marlow versagt hatte. Diese Kollegin weiß bis heute nichts davon, da Lucas die gerade Schwangere nicht damit belasten wollte. Guttmann meint, da diese Kollegin nicht wisse, dass sie ihre Schuld auf sich genommen habe, könne sie auch nicht daran wachsen.

## Produktion

### Produktionsnotizen
Der Film wurde vom 11. Februar bis zum 13. März 2020 in München, Nürnberg und Umgebung gedreht. Die Redaktion des Films lag bei Solveig Cornelsen und Günther van Endert. Die Aufnahmeleitung hatten Anja Giessing, Marc Dupont-Lavadoux und Tobias Wagnerberger inne, die Produktionsleitung Barbara Josek, die Herstellungsleitung Steffen Günther. Das Produktionsmanagement für das ZDF lag bei Carolin Klapproth. Es handelt sich um eine Produktion der OLGA Film im Auftrag des ZDF.

### Hintergrund
Ulrike Kriener antwortete in einem Interview auf die Frage, warum Ellen Lucas von Regensburg nach Nürnberg wechsele, dass ihre Figur der Meinung sei, dies tun zu müssen. Ergänzend fügte sie hinzu: „Lassen sie es mich geheimnisvoll formulieren: Es gab Vorkommnisse bei ihrer alten Arbeitsstelle, die sie zu dieser Entscheidung geführt haben. Sie muss sich diesem Neuanfang also notgedrungen stellen, und der Zuschauer erfährt im Laufe des Filmes, was die Gründe für ihre Entscheidung waren.“ Eine weitere Frage war, welches Gefühl bei ihr selbst überwiege: Wehmut über den Abschied oder Aufregung über den Neuanfang? Kriener meinte, der Abschied von Regensburg sei ihr tatsächlich „sehr schwergefallen“. Im Laufe der Jahre habe sie sich in Regensburg verliebt, sei mit ihrer Familie auch gern und oft privat dort gewesen. Zudem habe die Stadt der Filmcrew bei den Dreharbeiten immer großartig geholfen. Besonders schmerzlich sei der Abschied von den Kollegen gewesen, allen voran Michael Roll und Tilo Prückner. Dass der Abschied von Tilo Prückner ein paar Monate später durch seinen Tod zu einem endgültigen geworden sei, sei ein Schock für alle gewesen. Sie könne sagen, ohne ihn hätte ihre Figur Lucas auch nicht mehr die alte sein können.
Auf die Frage, was ihr an Nürnberg gefalle, antwortete Kriener, es sei „eine spannende Stadt, in der moderne Gegenwart und zwiespältige Geschichte aufeinanderprallen“ würden. Die im Stadtbild dadurch sichtbaren Brüche seien für „Filmer natürlich sehr reizvoll“. Sie freue sich darauf, die Stadt immer besser kennenzulernen.
In einem Interview, das Marleen Beisheim für die Süddeutsche Zeitung mit der Schauspielerin, führte, erklärte Kriener, sie sei erst einmal „verblüfft“ gewesen, dass es nach Nürnberg gehe, denn man habe „über die Jahre immer sehr gute Quoten“ gehabt. Sie habe dann aber die Chance einer Standortbestimmung gesehen, denn diese sei auch mit einem Rückblick verbunden. Im Hinblick auf die neuen Kollegen, erwiderte Kriener auf die entsprechende Frage, sie seien einfach ein großes Glück. In jeder Hinsicht. Es habe sofort gefunkt. Beide seien sehr kompetente und tolle Schauspieler – auf der anderen Seite gebe es jedoch auch den Schmerz über den Verlust des Teams aus Regensburg.

## Rezeption

### Veröffentlichung, Einschaltquote
Die Erstausstrahlung des Films erfolgte am 6. Februar 2021 im ZDF. Mit einer Einschaltquote von 7,48 Millionen Zuschauern und 22,1 % Marktanteil war die Episode eine der erfolgreichsten der Reihe.

### Kritik
Die Redaktion von Cinema begrüßte den Ortswechsel von Lucas, gab dem Film die Höchstwertung und stellte fest: „Nach 18 Jahren und 30 Folgen kehrt die spröde Kommissarin die sich ja der Pensionsgrenze nähert Regensburg den Rücken. Die Gründe werden in dieser Episode nur angedeutet. Angesichts der in den letzten Jahren etwas beliebig gewordenen Qualitäts-Reihe eine erfreuliche Entscheidung. In der Neustart-Folge zeigt ‚Kommissarin Lucas‘ jedenfalls wieder ihre alten Stärken. Veredelt wird der Neubeginn durch Heino Ferch als smarten Polizei-Psychologen Magnus Guttmann.“ Fazit: „Formidable fränkische Frischzellenkur für das Format“.
Die Bewertung durch die Jury der Goldenen Kamera, die dem Film vier von fünf möglichen Kameras verlieh, schrieb, dass es sich insgesamt, und dies „vor allem dank der interessanten Charaktere“, um eine „gelungene Auftaktfolge“ handele, es „aber noch Raum nach oben“ gebe. „Sobald sich das neue Team ‚warmgelaufen‘“ habe, könne „die Reihe aus Nürnberg sicher bald an die Erfolge aus Regensburg anknüpfen“.
Rainer Tittelbach gab dem Film auf seiner Seite tittelbach.tv 4½ von 6 möglichen Sternen und stellte fest, dass die Autoren „Christian Jeltsch und Thomas Berger, Miterfinder und neun Mal Regisseur der Reihe, der dienstältesten Ermittlerin im Zweiten ein gelungenes Relaunch verpasst“ hätten. „‚Nürnberg‘, der Titel des Films, [sei] Programm. Regensburg war gestern. Die Titelfigur aber“ dürfe „sich treu bleiben. Bei der Arbeit fühlt sich diese Frau nach wie vor am wohlsten. Der Film, ein dramaturgisch cleverer Krimi-Mix mit starken Drama- & Thrillermomenten, ist spannend und gut besetzt – da lässt es sich über das strapazierte Zufallsprinzip in der narrativen Konstruktion hinwegsehen.“ Der Kritiker befand, die 31. Episode der Krimireihe erzähle von „sehr speziellen Familienverhältnissen, von kaputten Beziehungen und unbefriedigten Sehnsüchten, von Monstermüttern und Horrorsöhnen“. Tittelbach kam zu dem Schluss: „Das gute Tempo des Films sowie das sehenswerte Spiel, allen voran der prominenten Darsteller wie Kriener, Heino Ferch & Katharina Schüttler, lassen einen aber über die kleinen Ungereimtheiten (ein unaufgeklärtes Missverständnis geht der Tat voraus) hinwegsehen.“